# Sargus latipennis
Sargus latipennis är en tvåvingeart som först beskrevs av Enrico Adelelmo Brunetti 1923.  Sargus latipennis ingår i släktet Sargus och familjen vapenflugor. Inga underarter finns listade i Catalogue of Life.